# Pirk
Pirk je obec ve vládním obvodě Horní Falc v zemském okrese Neustadtu an der Waldnaab v Bavorsku. Žije zde přibližně 1 900 obyvatel.

## Geografie

### Sousední obce
Pirk sousedí s následujícími obcemi od západu: samostatné okresní město Weiden in der Oberpfalz, Schirmitz, Bechtsrieth, Irchenrieth, Leuchtenberg, Wernberg-Köblitz a Luhe-Wildenau. 
| Růžice kompasu | Weiden in der Oberpfalz | Schirmitz        | Bechtsrieth  | Růžice kompasu |
| Růžice kompasu | Weiden in der Oberpfalz | Sever            | Irchenrieth  | Růžice kompasu |
| Růžice kompasu | Weiden in der Oberpfalz | Pirk             | Irchenrieth  | Růžice kompasu |
| Růžice kompasu | Weiden in der Oberpfalz | Jih              | Irchenrieth  | Růžice kompasu |
| Růžice kompasu | Luhe-Wildenau           | Wernberg-Köblitz | Leuchtenberg | Růžice kompasu |

### Místní části
Obec Pirk má devět místních částí
| - Au - Engleshof - Enzenrieth - Gleitsmühle - Hochdorf - Matzlesberg | - Pirk - Pirkerziegelhütte - Pirkmühle - Pischeldorf - Zeißau |

## Historie
Místo bylo poprvé písemně zmíněno v roce 1092. Pirk patřil od roku 1349/52 k panství Leuchtenberg a od roku 1646 byl součástí bavorského kurfiřtství. Baroni z Riesenfeldu, majitelé místního panství, měli udělené soudní právo, jejímž sídlem byl právě Pirk. Administrativními reformami v Bavorsku vznikla nařízením z roku 1818 obec v současné podobě.